# Hovden (Fedje)
Hovden est une île norvégienne du comté de Vestland appartenant administrativement à Fedje.

## Description
Rocheuse et couverte d'une légère végétation, elle s'étend sur environ 119 m de longueur pour une largeur approximative de 52 m. 